# Asher Brown Durand
Asher Brown Durand, född den 21 augusti 1796 i Maplewood, New Jersey, USA, död den 17 september 1886 på samma plats, var en amerikansk målare och grafiker av Hudson River-skolan.

## Biografi

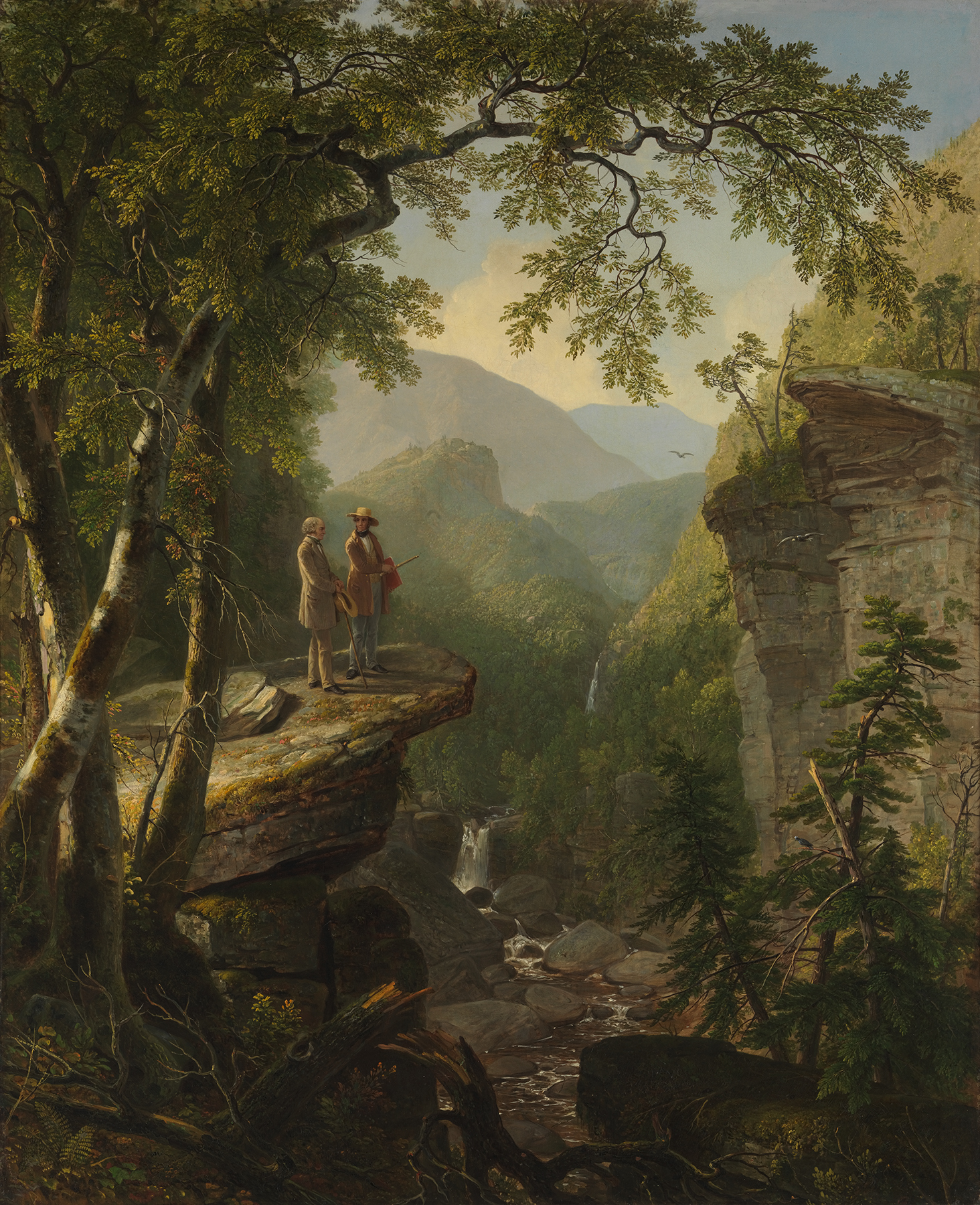
Kindred Spirits, 1849.

Durand vad det åttonde i en familj med elva barn och hans far urmakare och silversmed. Åren 1812–1817 gick han i lära till gravör och började senare ett samarbete med företagets ägare som bad honom leda företagets filial i New York.
År 1823 graverade han Declaration of Independance för John Trumbull, vilket gav honom rykte som en av landets finaste gravörer. Han medverkade sedan till bildandet av New York Drawing Association som så småningom skulle bli National Academy of Design, och var dess president åren 1845–1861.
Omkring 1830 började Durands intresse förskjutas från gravyr till oljemålning med uppmuntran från hans mecenat Luman Reed och 1837 följde han med sin vän Thomas Cole på en teckningsexpedition till Schroon Lake i Adirondacks. Strax därefter började han koncentrera sig på landskapsmålning. Sin största insats gjorde han inom detta område och han räknas till pionjärerna inom den amerikanska landskapskonsten. Oftast målade han panoramor med noggrant studerade detaljer.
Hans omfattande produktion av teckningar och målningar från hans hemtrakt och White Mountains i New Hampshire som senare införlivades i färdiga akademiverk bidrog till att definiera Hudson River-skolan.
Durand är känd för sin målning Kindred Spirits från 1849, som visar vännen, konstnären Thomas Cole i Hudson River-skolan och poeten William Cullen Bryant i ett Catskillslandskap. Detta målades som en hyllning till Cole vid hans död 1848.
En annan av Durands målningar är hans Progress från 1853, gjord på uppdrag av en järnvägsdirektör. Målningen skildrar USA:s utveckling, från ett naturtillstånd (till vänster, där indianer visas), till höger, där det finns vägar, telegrafledningar, en kanal, lagerhus, järnvägar och ångbåtar.